# Kypřidlo

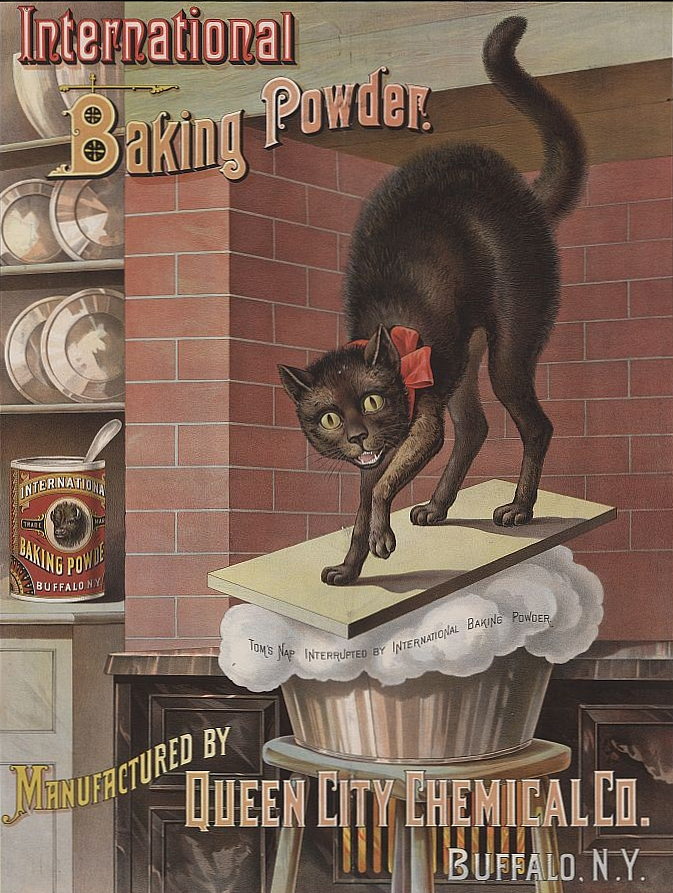
Reklama na kypřicí prášek, 1885

Kypřicí prostředky či kypřidla jsou prostředky umožňující kypření a kynutí potravin nejčastěji z moučného těsta, jako jsou buchty, kynutý chléb, kynuté knedlíky apod. Existují jak přírodní, tak chemické varianty.

## Druhy kypřicích prostředků

### Biologické prostředky
Základním přírodním prostředkem ke kypření a kynutí je droždí, chlebový kvásek nebo jiná varianta kvasnic. Kvasnice přežijí i sušený stav a lze tak koupit jak čerstvé chlazené, tak sušené droždí. Trávení droždí může některým citlivějším lidem dělat problémy, může je například nadýmat. Problémy mohou mít lidé s oslabenou slinivkou. Droždí nebo i kypřicí prášek tak lze alternativně nahradit například šlehanými bílky nebo šlehanými žloutky zapracovanými jemně do těsta. Další možností je použít vinný kámen.

### Chemické prostředky
Chemických prostředků ke kypření je celá řada, obsahuje je spolu se škrobem pohlcujícím vlhkost kypřicí prášek. Mezi nejznámější patří soli kyselin jako difosforečnany E 450 a uhličitany sodné E 500. Většina těchto látek je zdraví neškodná, některé jen v obvyklém, tj. malém množství. Látky E 342, fosforečnany amonné, a E 945, chlorpentanfluoretan, jsou zdraví nebezpečné a v Evropské unii zakázané. Další variantou je cukrářské droždí, tj. uhličitan amonný, nebo jedlá soda.